# Ecphylus gauldi
Ecphylus gauldi är en stekelart som beskrevs av Marsh 2002. Ecphylus gauldi ingår i släktet Ecphylus och familjen bracksteklar. Inga underarter finns listade i Catalogue of Life.